# Foc a terra

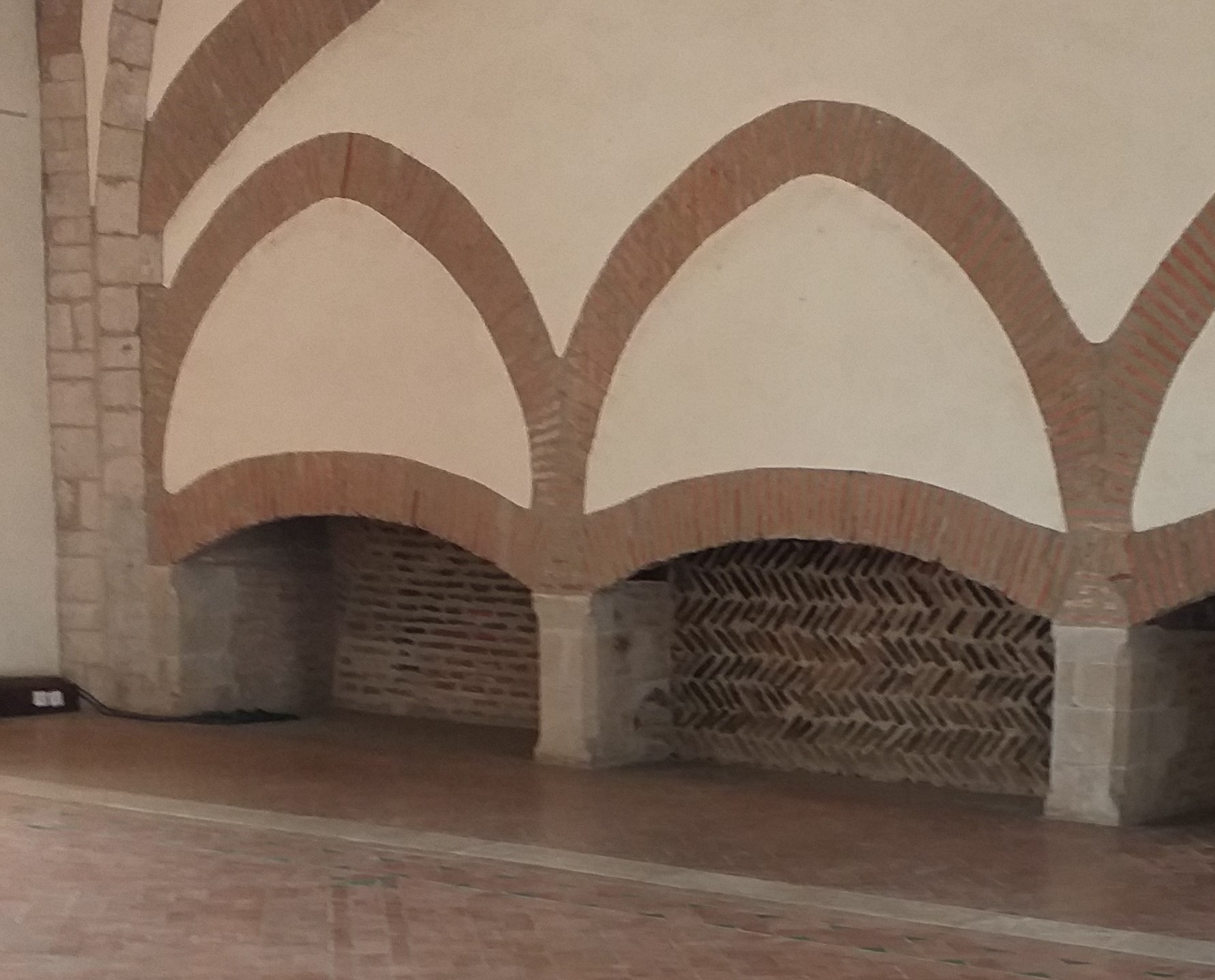
Un exemple de Foc a Terra. Palau dels Reis de Mallorca a Perpinyà.

El foc a terra és un tipus de llar de foc on es cuina.
| « | En un racó hi ha una petita estança on s'amaga el foc a terra, envoltat pels escons de fusta desgastada que testimonien les hores i hores que hi han passat els habitants del mas des de temps remots. Aquest espai era sens dubte el més càlid de la casa, i es on s'aplegaven tots buscant d'escalfar la panxa i on sentien contar tot tipus de llegendes i històries ; justament d'aquest tipus de foc , amb una campana arramblada a la paret, se'n diu popularment escalfapanxes. Fa quatre o cinc anys que el foc a terra ha quedat en desús per passar a ser un traster. És força paradoxal que els focs de moltes masies hagin deixat de cremar els darrers cinquanta anys, ja sigui perquè s'han eliminat o, com en aquest cas, perque s'han deixat d'utilitzar. Antigament eren l'espai més representatiu, el més simbòlic, el que indicava que una masia estava activa. Eren fins i tot una forma de comptar la població, que no es comptava per famílies sinó per focs, els anomenats fogatges (segles XIV-XVI). | » |

Altres sinonims segons les zones de Catalunya son llar de foc, foc a terra o setial de foc, calfapanxes, escalfapanxes, foc, fogar, foraca, llar, llar de foc, xemeneia, ximenera són sinònims de foc a terra.
Antigament a pagès la llar de foc era una habitació dedicada a cremar la llenya, el foc es feia a terra i l'habitació solia tenir una xemeneia que facilitava l'extracció dels fums, sempre hi havia almenys una de les parets de l'habitació ennegrida pel fum. Al foc a terra es feia vida, es cuinava, és sopava, es reunia la família, els veïns, els amics i els convidats. Potser el principal inconvenient del foc a terra sigui el fum i la sutja, per això modernament s'ha vist relegat per altres sistemes més nets, com ara llars de foc amb porta de vidre, estufes de llenya, calderes de biomassa, calderes de gas i aerotèrmia.
Es feien xerrades, s'explicaven tota mena d'històries, ja que no hi havia altre mitjà de distracció. Eren característics els bancs de fusta situats estratègicament al voltant de la foguera, bancs anomenats escons, que facilitaven l'intercanvi d'impressions. Moltes masies antigues disposen del foc a terra tradicional.
El Palau dels Reis de Mallorca a Perpinyà es considera una de les construccions d'arquitectura catalana més preuades i no hi podia faltar una fantàstica mostra de llar de foc amb el foc a terra.